# Лоус-Айленд (Вірджинія)
Лоус-Айленд (англ. Lowes Island) — переписна місцевість (CDP) в США, в окрузі Лаудун штату Вірджинія. Населення — 11 023 особи (2020).

## Географія
Лоус-Айленд розташований за координатами 39°3′6″ пн. ш. 77°21′20″ зх. д. / 39.05167° пн. ш. 77.35556° зх. д. (39.051733, -77.355534).  За даними Бюро перепису населення США в 2010 році переписна місцевість мала площу 8,04 км², з яких 7,67 км² — суходіл та 0,37 км² — водойми.

## Демографія
Згідно з переписом 2010 року, у переписній місцевості мешкало 10 756 осіб у 3554 домогосподарствах у складі 2968 родин. Густота населення становила 1338 осіб/км².  Було 3627 помешкань (451/км²).
Расовий склад населення:
| - 75,0 % — білих - 14,7 % — азіатів - 4,6 % — чорних або афроамериканців - 0,3 % — корінних американців - 0,1 % — вихідців з тихоокеанських островів - 1,1 % — осіб інших рас |

До двох чи більше рас належало 4,1 %. Частка іспаномовних становила 6,3 % від усіх жителів.
За віковим діапазоном населення розподілялося таким чином: 31,7 % — особи молодші 18 років, 61,5 % — особи у віці 18—64 років, 6,8 % — особи у віці 65 років та старші. Медіана віку мешканця становила 38,3 року. На 100 осіб жіночої статі у переписній місцевості припадало 95,8 чоловіків;  на 100 жінок у віці від 18 років та старших — 94,0 чоловіків також старших 18 років.
Середній дохід на одне домашнє господарство  становив 172 526 доларів США (медіана — 150 956), а середній дохід на одну сім'ю — 178 587 доларів (медіана — 160 500). Медіана доходів становила 107 652 долари для чоловіків та 76 050 доларів для жінок. За межею бідності перебувало 2,6 % осіб, у тому числі 2,1 % дітей у віці до 18 років та 5,8 % осіб у віці 65 років та старших.
Цивільне працевлаштоване населення становило 5739 осіб. Основні галузі зайнятості: науковці, спеціалісти, менеджери — 32,2 %, освіта, охорона здоров'я та соціальна допомога — 16,9 %, публічна адміністрація — 10,3 %, фінанси, страхування та нерухомість — 7,8 %.